# Отекла бела нога
„Отекла бела нога” или „болни бели едем” (лат. рhlegmasia alba dolens) је изненадно
акутно стање у васкуларној хирургији, које настаје као последица масивне илијакофеморалне тромбозе дубокох вена која потпуно оклудира (затвара) проксимални дубоки венски систем.

## Алтернативни називи
Тромбозе дубоких вена — Флегназија — Лукофлегмазија — „Отекла  бела нога” — „Болни бели едем” — „Млечна нога”.
Назив флегмазија (рhlegmasia) потиче од грчке речи phlegma — и значи упалу. Коришћен је у медицинској литератури да означи везу са екстремним случајевима дубоке венске тромбозе доњих екстремитета (удова) који изазивају критичну исхемију удова због успореног проток артеријске крви и могући губитак екстремитета (уда) због гангрене.
Ово стање је такође познат и под називом „млечна нога”", због тога што се учесталије јавља код жена у трећем триместру трудноће или после порођаја у фази дојења.

## Етиопатогенеза
Најчешће се јавља код малигнитета, па и код трудница у трећем триместру трудноће или на порођају.
Ово стање доводи до заустављања артеријског протока у нози (услед компресије едема на зид артерије), што води ка исхемији, цијанози, израженом едему и болу, када настаје.
"Отекла бела нога" може да се компликује венском гангреном ноге, коју треба разликовати од артеријске исхемије и гангрене код које је нога бледа и хладна, без израженог едема.

## Клиничка слика
Болест се клинички манифестује:
- Израженим едемом,
- Болом
- Бледом, белом пребојеношћу (alba) коже захваћене ноге (нешто чешће леве). Бела боја коже оболеле ноге узрокована је едемом ткива, а не вазоспазмом, као што се првобитно сматрало.

Како је болест проузрокована венским застојем, због тромбозе феморалне вене, убрзано се развија и оклузија површинског венског система, што онемогућује враћање венске крви ка срцу.
Симптоми се јављају нагло или постепено напредују уз појаву, парестезија, кожних лезија као што су лезије коже, булозне промене и компартмент синдром. Када постану угрожени и колатерали крвни судови, артеријске пулс у оболелом екстремитету су слаби или одсутни у овој фази.
Крајњи стадијум болести је венска гангрена и шок.

## Дијагноза
Дијагноза венских тромбоза поставља се на основу симптома и знакова зависно од врсте тромбозе и њене локализације. Поред клиничких знакова, тромбоза се може дијагностиковати ултразвучним, сцинтиграфском, ангиографски и лабораторијским методама.
Лабораториски тестови
Лабораторијска дијагностика заснива се на специфичним имунским и функционалним тестовима којима се одређују најчешћи чиниоци тромбофилије и бројни молекулски обележивачи. Они представљају делове молекула или комплексе молекула, који настају као производ активирања тромбоцита, коагулације и фибринолизе.

## Диференцијална дијагноза
Значајни диференцијално дијагностички проблеми могу се јавити код болесника са хладном, бледом (белом) и натеченом ногом. Посебно када је смањен периферни крвни притисак, јако је тешко разликовати случајеве изазване венском тромбозом од оних изазваних артеријском емболијом. 
Колор-доплер ултрасонографија у таквим случајевима може бити јако користан, брз и неинвазиван начина за постављање тачне дијагнозе.

## Терапија
Флегмазија се лечи примарно: превенцијом плућне емболије, а секундарно ублажавањем симптома и превенцијом развоја хроничне венске инсуфицијенције и постфлебитичког синдрома. Горње и доњи удови лече се идентично.
Фибринолотичка терапија
Фибринолитичка (тромболитичка) терапија у отеклој белој нози, заснива се на примени стрептокиназа, урокиназа и алтеплаза који врше разградњу угрушака. Према досадашњим сазнањима ови лекови су ефикаснији у спречавању постфлебитичког синдрома од хепарина, али је ризик од крварења већи. Њихова употреба је још у интензивној фази проучавања. 
Антикоагулантна терапија
Ова врсте терапија заснива се на примени нискомолекуларног хепарина (скраћено НМХ); нпр. еноксапарина, далтепарина, ревипарина, тинзапарина - који представљају лек избора јер се могу давати и амбулантно. НМХ (фракционираном хепарин) су једнако ефикасни као и нефракционирани хепарин (скраћено НФХ), јер смањују повраћај болести, повећање тромба и смањују ризик од смрти због плућне емболије. Као и НФХ, НМХ убрзавају деловање антитромбина III (који инхибира протеазе фактора коагулације), доводећи до инактивације фактора коагулације Xa а у мањој мери IIa. НМХ имају антиинфламаторне ефекте посредоване антитромбином III, који утиче на груписање и нестајање симптома и упале.
НМХ се дају поткожно у стандардној дози према телесној тежини. Гојазним болесницима дају се веће дозе, а кахектични (мршавим) мање дозе лека. Болеснике са бубрежном инсуфицијенцијом боље је лечити НФХ. Лечење се наставља све док се не постигне пуна антикоагулација варфарином. 
Мониторинг код примене антикоагулантне терапијаније није потребан јер; 
- НМХ не продужују значајно активирано парцијално тромбопластинско време (скраћено АПТВ),
- одговор на терапију је предвидљив и
- нема јасне повезаности између предозирања НМХ и појаве крварења.

Новији докази указују како су НМХ ефикасни за дуготрајно лечење ДВТ у високоризичних болесника, мада и НМХ могу постати прихватљива алтернатива варфарину код неких пацијената, што омогућава да варфарин буде лек избора због своје ниске цене и лаке примене.
Хируршком терапија
Хируршка терапија се спроводи само у одређеним случајевима и заснива се на тромбектомији фасцектомији или обе методе истовремено. Посебно је индикована код оних болесника који не реагују на тромболитике како би се спречила гангрена удова.

## Прогноза
Венска гангрена, као компликација „отекле беле ноге” некада може довести и до ампутације екстремитета (доњег уда).